# Temzezdekt (Béjaïa)
Temzezdekt (ou Lessouar) est le nom d'une forteresse construite en l'an 1327 sous le règne du sultan zianide Abd-er-Rahman Abu Tachefin, lors du siège de Béjaïa, dans le but de maintenir le blocus sur la ville de Bejaia, qui à l'époque est sous le contrôle des Hafsides de Tunis. Cette forteresse se situe à 3 km du site romain de Tiklat (ou Tubusuctu).
Le nom de Temzezdekt fait référence à une autre forteresse qui se trouvaient à Oujda, les Zianides se seraient servi de cette forteresse avant de fonder leur royaume. La nouvelle Temzezdekt a été construite en 40 jours, on y trouvait une garnison forte de 3 000 hommes dont des contingents de cavalerie, infanterie mais aussi des contingents des tribus voisines,.